# Прата (Вербано-Кузио-Осола)
Прата је насеље у Италији у округу Вербано-Кузио-Осола, региону Пијемонт.
Према процени из 2011. у насељу је живело 281 становника. Насеље се налази на надморској висини од 231 м.